# Parque solar de Son Salomó

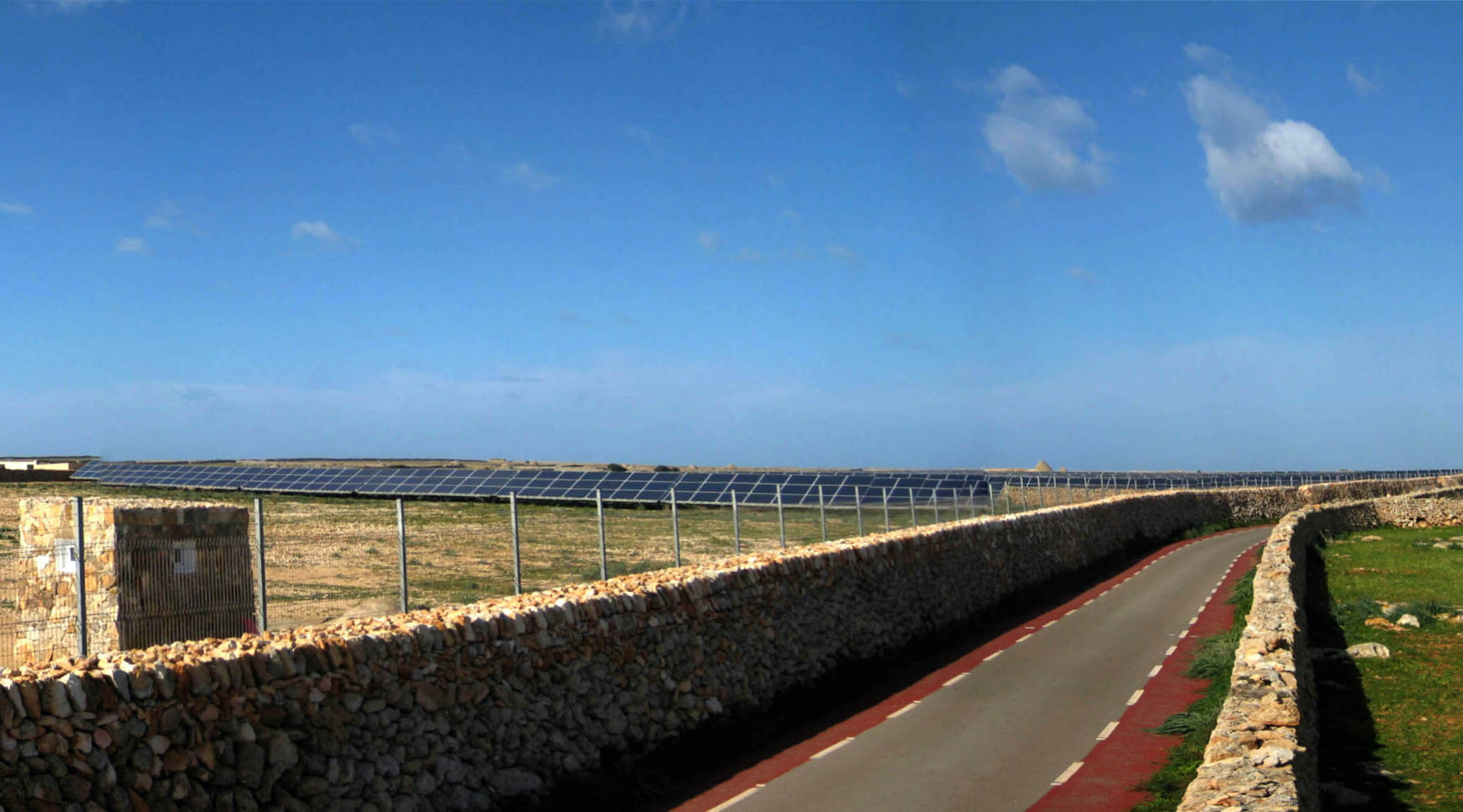
Parque solar de Son Salomó vista desde el camino a Punta Nati.

El parque solar de Son Salomó es un parque de energía solar fotovoltaica de 4 MWp situado en la finca de Son Salomó, al norte del municipio español de Ciudadela, en Baleares.
Este parque se encuentra en la zona noroeste de Menorca, en el camino de Punta Nati; fue el primero en toda la isla en lo que se refiere a energía solar fotovoltaica, y el segundo de energías renovables, después del parque eólico de Es Milà.

## Construcción
En febrero de 2006 se hizo la exposición pública, en junio la Comisión Balear de Medio Ambiente emitió su informa favorable, lo mismo que los técnicos de la Consejería en el mes de julio. El Consejo Insular de Menorca le otorgó la declaración de obra de interés general en agosto de 2006. También se instaló una línea soterrada de 15 KV para conectarse con la red general. 
El parque entró en funcionamiento en abril de 2008, aunque se inauguró 4 meses después, el 6 de agosto de 2008.
En 2009, la potencia del parque solar se amplió de los 3,2 MWp iniciales a 4 MWp.

## Características
La superficie ocupada por las instalaciones es de 10 hectáreas. Con una inversión de unos 15 millones de euros, se instalaron un total de 15.000 placas solares, que sólo se leventan 150 cm del suelo. Su producción alcanza el 5% de toda la energía que se consume en Menorca y abastecerá el suministro anual de 1800 familias, es decir, más de 7000 personas.